# Estàtua de marbre de Posidó
L'estàtua de Posidó, realitzada en marbre de Paros en els anys 125-100 abans de la nostra era va ser descoberta el 1877 a Melos, juntament amb l'estàtua del seu amant, Amfitrite. L'escultura està mig nua, només un himàcion li cobreix la part inferior del cos. Segons els investigadors, a la mà dreta portava un trident, element que el personificava. Al costat de la cama dreta, es pot observar un dofí com a suport, deixant-nos com a record la influència de l'escultura clàssica en les vespres del període hel·lenístic.
No se sap amb certesa qui ha estat l'autor d'aquesta obra, però com moltes estàtues de l'època, eren encarregades per alts càrrecs de la societat atenesa, que les feien servir per a decorar els temples públics, els palaus, i també les acadèmies.